# 香西元資
香西 元資（こうざい もとすけ）は細川京兆家の内衆。丹波守護代。

## 概要
応永21年（1414年）12月8日に細川満元が催した頓證寺法楽和歌会に父である香西豊前入道常建とともに列席している。常建は香西氏の人間で細川京兆家に仕えたことが確認できる最初の人物で、同29年（1422年）6月8日に死去した。
同32年（1425年）12月30日には丹波守護・細川満元の奉行人奉書で東寺領同国大山庄の臨時人夫役の停止を命じられている。また、翌33年（1426年）3月4日に又守護代と見られる籾井民部玄俊へ遵行状を出して満元の命を遵行しており、丹波守護代の役目を果たしている。
永享3年（1431年）7月24日には、満元の跡を継いで丹波守護となっていた細川持之が足利義教に丹波守護代交代の件を願い出ている。しかし、義教は元資による守護代としての失政を責め、処罰するように命じている。翌年（1432年）5月には内藤備前入道が丹波守護代に交代していることから、これまでには処罰されていたと考えられる。また、同年9月には「香西豊前入道常慶」が清水坂神護寺領讃岐国坂田郷の代官職を罷免されており、これも元資のことであるとされる。
元資の子孫は嘉吉年間に讃岐国三野郡仁尾浦・坪江郷の代官を務めた豊前（豊前入道）と陶保の代官を務めた美濃守とに分かれた。